# رن یه
رن یه (انگلیسی: Ren Ye؛ زادهٔ ۱۳ ژوئیه ۱۹۸۶) ورزشکار هاکی روی چمن اهل چین است.
وی در مسابقات کشوری و بین‌المللی در مجموع برندهٔ ۲ مدال طلا، ۱ مدال نقره شده است.